# Else Hertzer

Porträtfoto von Else Hertzer, 1908

Else Hertzer (* 24. November 1884 in Wittenberg als Else Heintze; † 9. Februar 1978 in Berlin) war eine deutsche Malerin sowie Graphikerin und bedeutende Vertreterin des deutschen Expressionismus. In den sieben Jahrzehnten, in denen sie künstlerisch aktiv war, schuf sie 215 Öl- und Temperabilder, 310 Aquarelle sowie zahlreiche Zeichnungen, Holzschnitte, Kaltnadelradierungen und Schablonendrucke.

## Leben und Werk

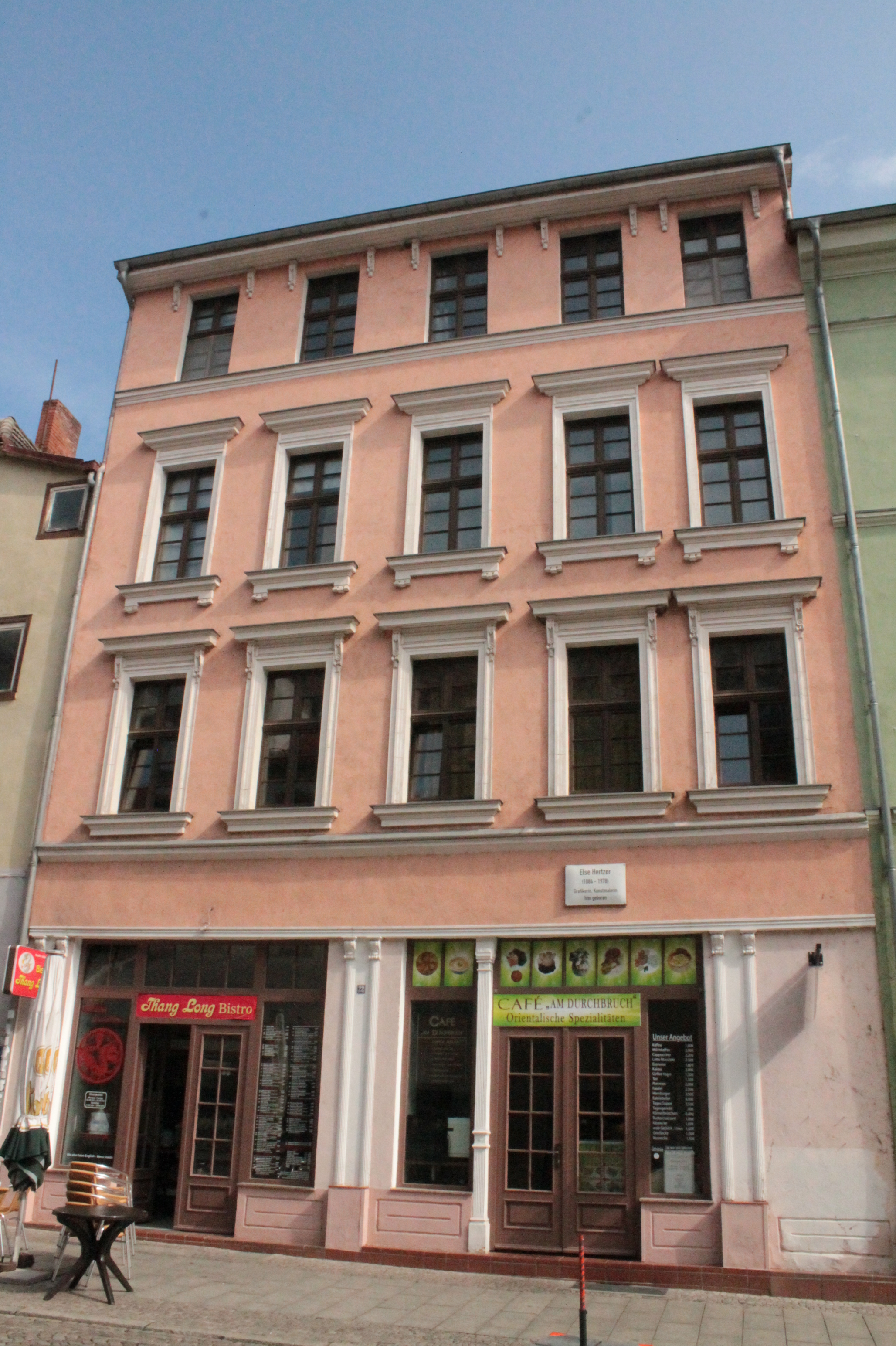
22 Collegienstrasse Wittenberg

Bereits als junges Mädchen ritzte Else im Winter kleine Figuren in das vereiste Fenster der elterlichen Wohnung in der Collegienstraße 22, wodurch eine der Fensterscheiben zu Bruch ging, woraufhin ihr die Eltern einen Tuschkasten schenkten.
Bevor Else Hertzer 1909 heiratete und ihre Geburtsstadt Wittenberg im gleichen Jahr verließ, um fortan mit ihrem Mann Otto in Berlin zu leben, schuf sie bereits handwerklich ausgereifte Landschaftsbilder mit Impressionen aus dem Umfeld ihrer Geburtsstadt.
Von 1909 an im Berliner Stadtbezirk Tiergarten lebend (zunächst Altonaer Straße, später und bis zum Lebensende in der Dortmunder Straße 7), ließ sie sich bei George Mosson und an der Akademie der Künste als Kunstmalerin ausbilden. 1929 nahm sie zudem Unterricht bei André Lhote in Paris.
In den Jahren 1911 bis 1913 hielt sich Else Hertzer mehrfach bei ihrem Schwager und ihrer Schwiegermutter im thüringischen Buttstädt auf. Hier schuf sie mehr als dreißig Kaltnadelradierungen und Ölbilder. Bereits in dieser frühen Phase waren einige dieser Buttstädt-Bilder expressionistisch, etwa die Ansicht einer Dorfstraße mit violetten Schatten oder das Bild „Interieur mit Büchertisch“ von 1912.
Von 1918 bis 1933 war Else Hertzer mit insgesamt siebzehn Kunstwerken in den Ausstellungen der Berliner Sezession vertreten, ihr Debüt gab sie mit dem Gemälde „Frohnau“. In den 1920er Jahren waren es vor allem expressionisches Aquarelle, die sie zeigte. 1933 stellte sie das Ölbild "Drei Kühe" aus. Der Parthenon-Verlag verlegte 1924 eine von Else Hertzer handgeschriebene und mit sechs Holzschnitten versehene Ausgabe des Atlakvida. Das alte Atlilied, von denen jedes Exemplar von Hand farblich gestaltet, nummeriert und signiert wurde. Die Höhe der Auflage betrug 250 Exemplare. Im gleichen Jahr gestaltete sie zusammen mit der Künstlerin Ruth Laube die von Hugo von Waldeyer-Hartz verfasste Legende "Vom deutschen Glauben". Ruth Laube schuf dafür zwei Farbholzschnitte und Else Hertzer gestaltete die Schrift von Hand.
Im Verein der Berliner Künstlerinnen (VdBK) war Else Hertzer seit 1928 Mitglied und für zwei Jahre im Vorstand sowie von 1930 bis 1933 Schriftführerin. 1930 entstand auch das Bild "Berlin, Kaiser Wilhelm-Gedächtniskirche", das das Zentrum des Berliner Vergnügungsviertels um die Gedächtniskirche zeigt.
In insgesamt fünf eigenen Berliner Ausstellungen, die entweder im Parkhaus im Englischen Garten oder im Haus am Lützowplatz präsentiert wurden, waren neben herausragenden Berliner Motiven wie dem Ölbild „U-Bahnbau Spittelmarkt“ (1918) und Impressionen von zahlreichen Studienreisen (Italien, Spanien, Dalmatien) stets auch Arbeiten mit Wittenberg-Motiven zu sehen, darunter zwei ihrer Hauptwerke: Die Ölbilder „Kleiner Hafen bei Wittenberg“ (1935) und „Pappelallee vor Wittenberg“ (1939).
In der Zeit des Nationalsozialismus war Else Hertzer obligatorisches Mitglied der Reichskammer der bildenden Künste und konnte sie sich an Ausstellungen beteiligen. Der von ihr im Auftrag der Stadt Wittenberg 1940/1941 gestaltete Bunker steht nicht mehr, aber sie hat diesen Bunker im April 1945 gezeichnet, und es gibt acht Fotos von ihrer großformatigen Wandgestaltung innerhalb des Bunkers. Dargestellt ist die Geschichte Wittenbergs, verteilt auf vier Wände und jeweils 7 × 2,60 Meter groß. Während sie daran arbeitete, wohnte sie bei ihrer früh verwitweten Mutter in einem Gründerzeitbau in der Lutherstraße 9, in dem sich zudem zeitweise die landwirtschaftliche Winterschule befand. Die Zerstörung der Stadt Wittenberg im Frühjahr 1945 dokumentierte Else Hertzer mit mehreren farbigen künstlerischen Arbeiten, die in der Mappe "Wittenberg 1945" zusammengefasst sind. Zu diesem Mappenwerk gehören ebenfalls neun Porträts indischer Kriegsgefangener, deren Namen und Herkunftsort auf jedem Porträt zweisprachig festgehalten wurden.
Anlässlich des 90. Geburtstags der Künstlerin schrieb die Berliner Morgenpost zwei Mal über Else Hertzer und staunte über die „Frische und Schaffenskraft im hohen Alter“. Diese Schaffenskraft bewahrte sie sich bis kurz vor ihrem Tod am 9. Februar 1978. Hertzers Spätwerk besteht aus abstrakten Kompositionen, Berlin-Impressionen, exotischen Tierdarstellungen und christlichen Themen. Zuletzt schuf sie ein Selbstporträt, das unvollendet blieb und dennoch ihre künstlerische Reife erkennen lässt.
Einige ihrer graphischen Werke mit Wittenberg-Motiven sowie große Teile der Mappe „Wittenberg 1945“ sind im Besitz der Städtischen Sammlungen der Lutherstadt Wittenberg. Nach Rückgabe zahlreicher Leihgaben im März 2017 befinden sich im Bestand der Berlinischen Galerie nur noch vier Kunstwerke von Else Hertzer. Eine Ausgabe des von Else Hertzer gestalteten „Atlakvida“ ist im Bestand vom Lindenau-Museum Altenburg, mehrere ihrer Farbstudien und ein Aquarell von 1946 gehören zum Bestand der Stiftung Luthergedenkstätten in Sachsen-Anhalt und der von der VdBK übernommene Nachlass liegt im Archiv der Akademie der Künste Berlin.
Auf der Webseite des VdBK gibt es seit November 2016 einen Eintrag zu Else Hertzer im Online-Lexikon, das kontinuierlich erweitert wird. Der Verein der Berliner Künstlerinnen 1867 würdigte Else Hertzer vom 20. Januar bis 23. Februar 2025 mit einer Ausstellung ihres Frühwerks unter dem Titel "kraftvoll-expressionistisch / 1884 - 1978 / ELSE HERTZER / Künstlerin der Berliner Secession und des Vereins der Berliner Künstlerinnen 1867".

## Bedeutung und Rezeption

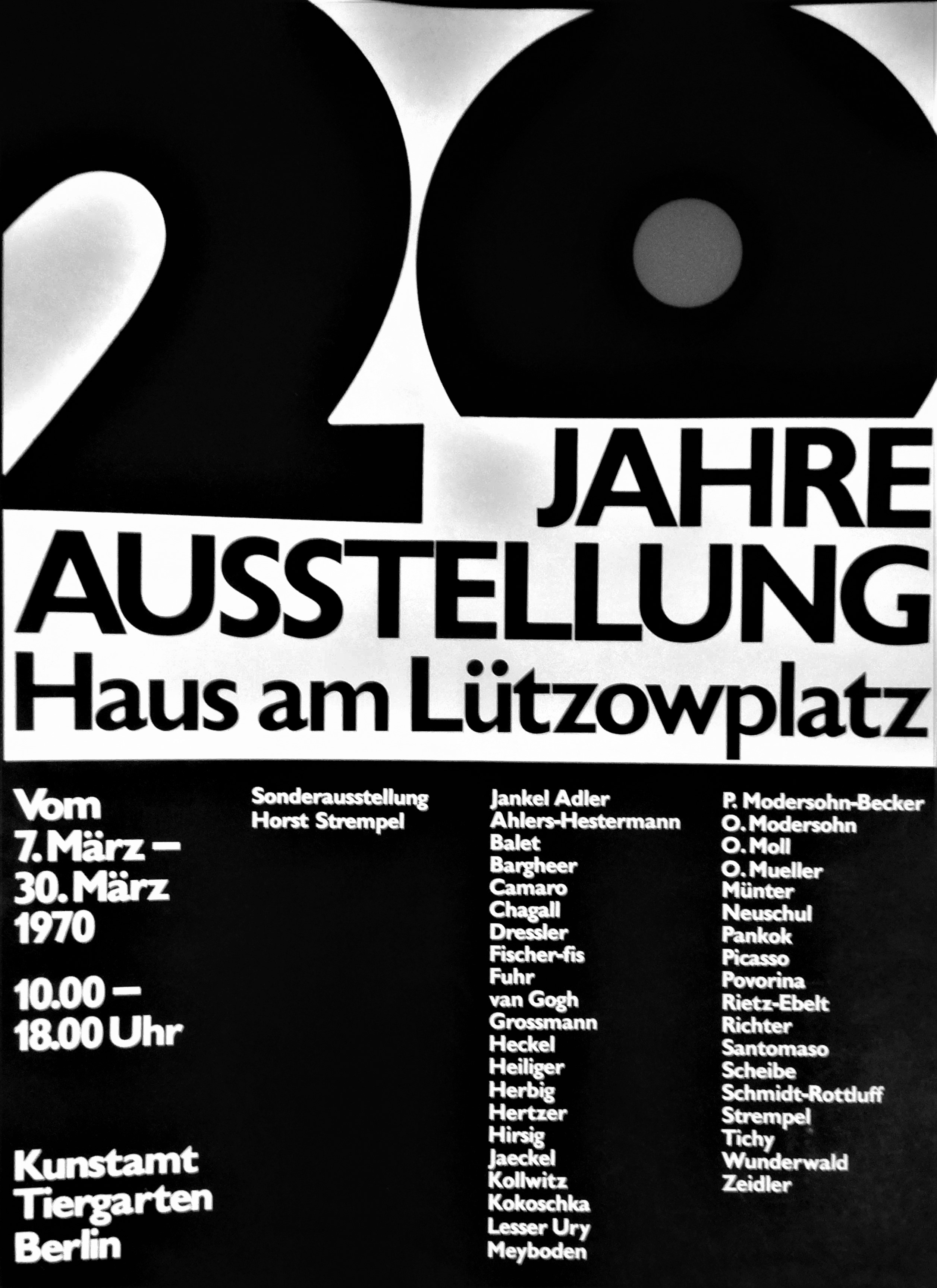
Ausstellungsplakat 1970

Anlässlich der vom Deutschen Staatsbürgerinnenverband organisierten Ausstellung „Die gestaltende Frau“ bei Wertheim in Berlin berichtete die Zeitung Der Berliner Westen am 19. Oktober 1930 sehr ausführlich über dieses Ereignis.
Die Berliner Kunsthistorikerin Dorothee Trepplin hob 1975 im Vorwort zum Ausstellungskatalog Else Hertzer zum 90. Geburtstag den „Eindruck der Vielseitigkeit in der Verwendung der künstlerischen Mittel, [und] der großen Spannweite im Thematischen und Stilistischen“. hervor. Der Kunsthistoriker Eberhard Roters, Gründungsdirektor Berlinische Galerie, hielt 1990 auf einer Karteikarte u. a. folgendes fest: "Interessant ist vor allem ihr Frühwerk. Siw hatte in Berlin bei Mosson und in Paris bei André Lhote studiert. Sie war mit Schmidt-Rottluff kollegial befreundet (gleicher Jahrgang). Die künstlerische Auseinandersetzung erkennt man auch an ihrem Stil, vor allem in den kraftvoll expressionistischen Aquarellen der zwanziger Jahre."
Den Stellenwert der frühen Schaffensphase Else Hertzers hat zudem die Kunstwissenschaftlerin Carola Muysers hervorgehoben. 1991 schrieb diese in einem Brief an den Rechtsanwalt Otfried Dyroff: „Else Hertzer hat viel qualitätsvoller und viel ,avantgardistischer’ gearbeitet als die viel gepriesene Münter.“

## Werke (Auswahl)

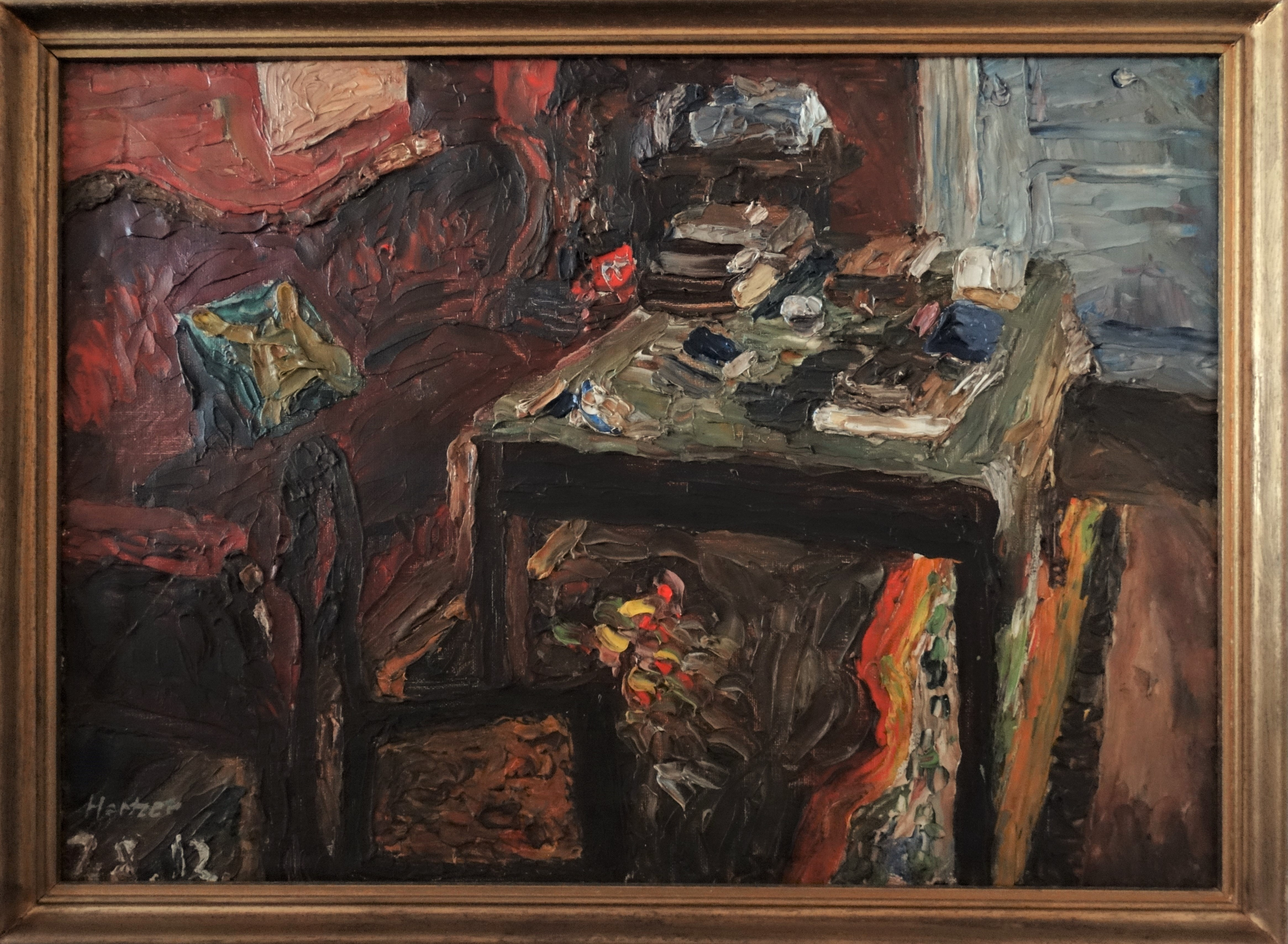
Interieur mit Büchertisch Ölbild, 1912
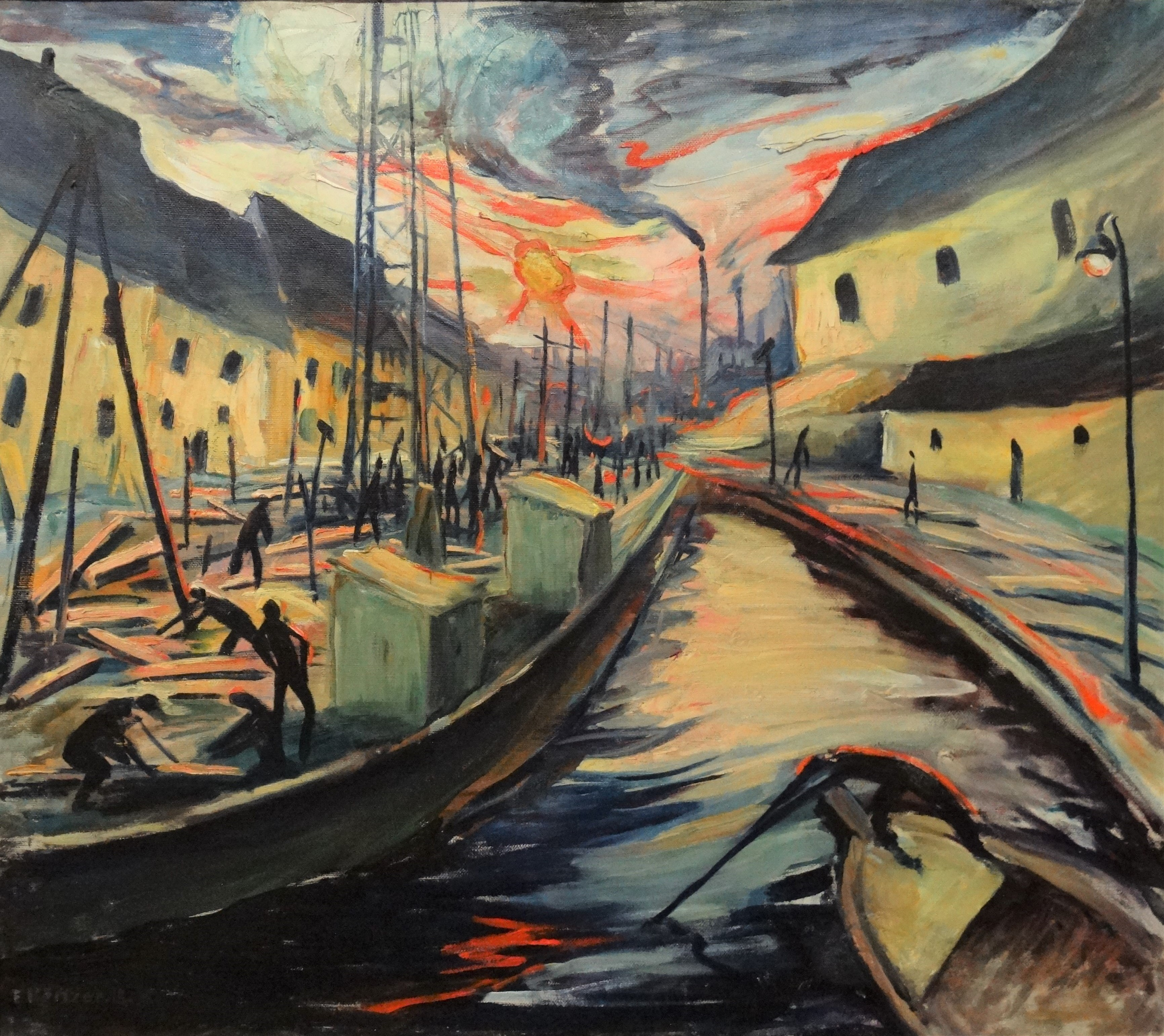
U-Bahnbau Spittelmarkt 1918
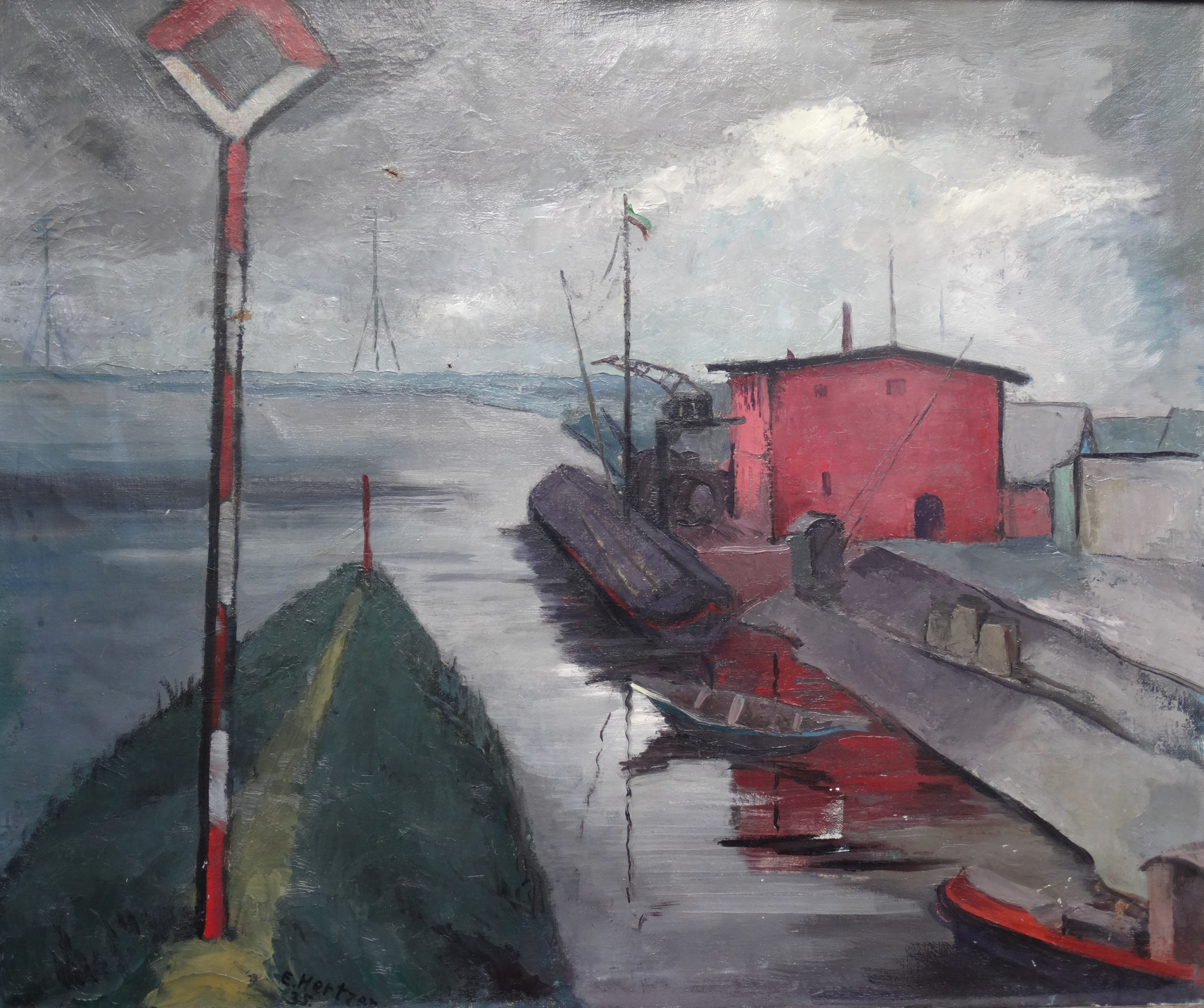
Kleiner Hafen bei Wittenberg 1935
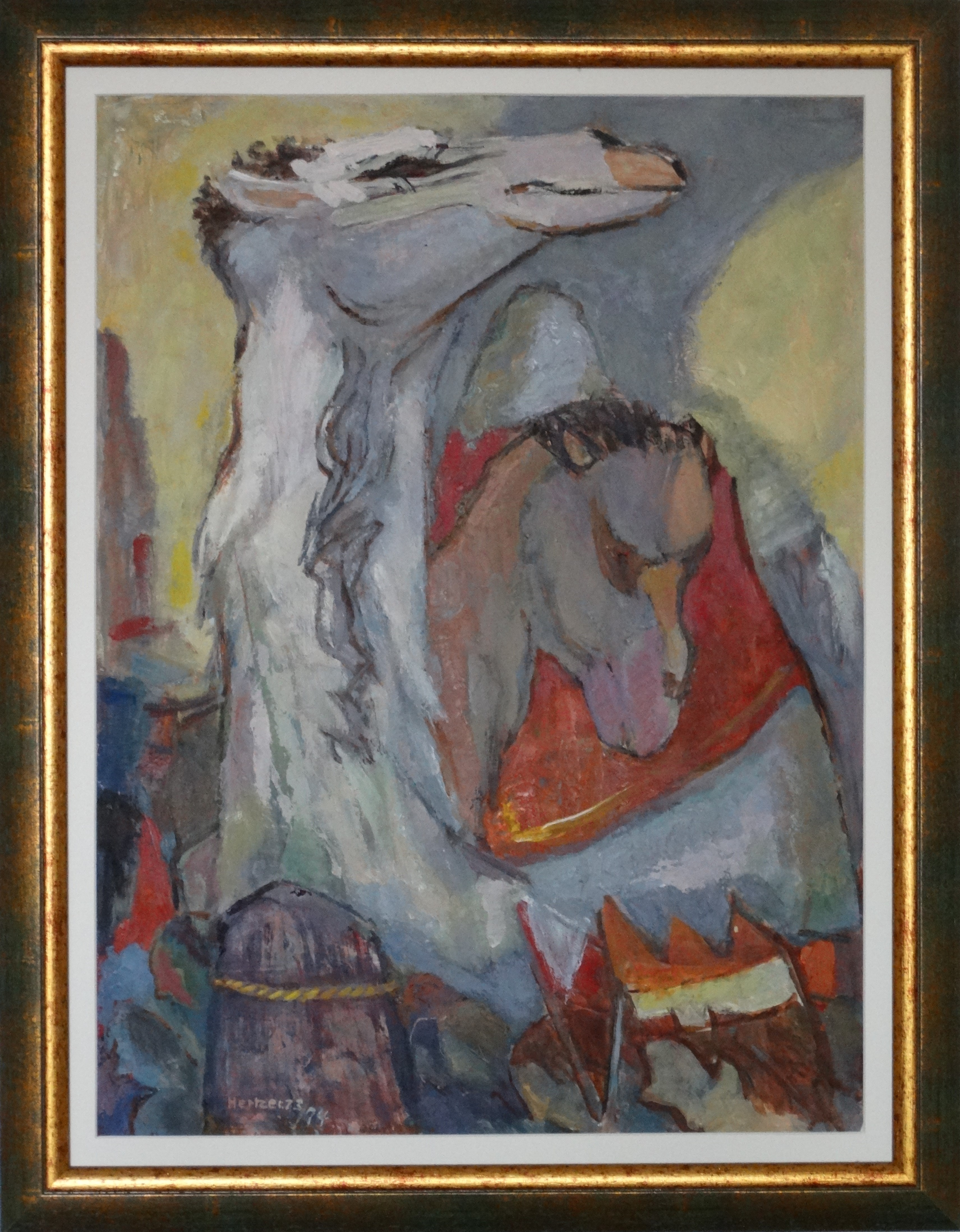
Weißes Kamel 1974
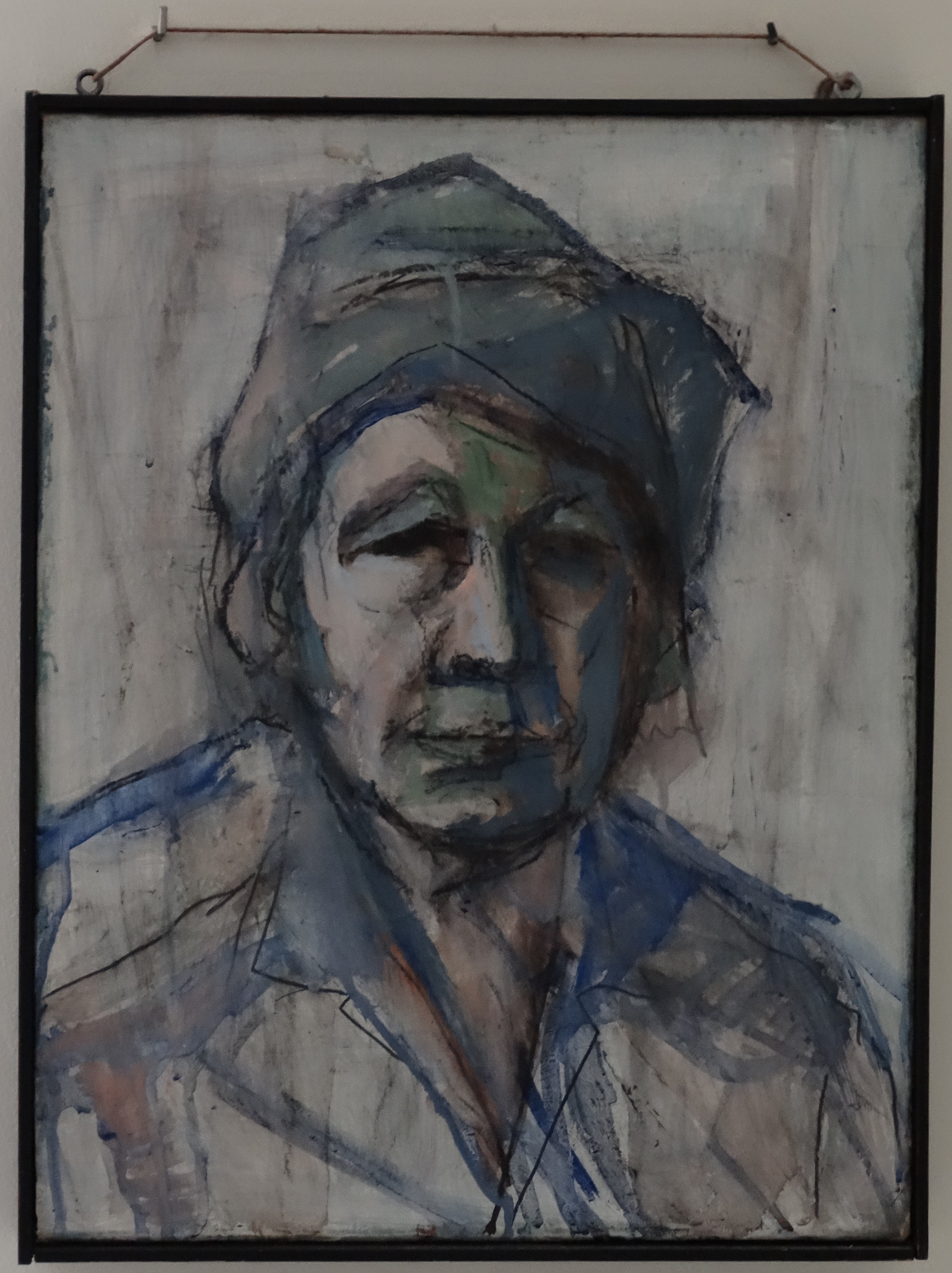
Letztes Selbstbildnis 1978
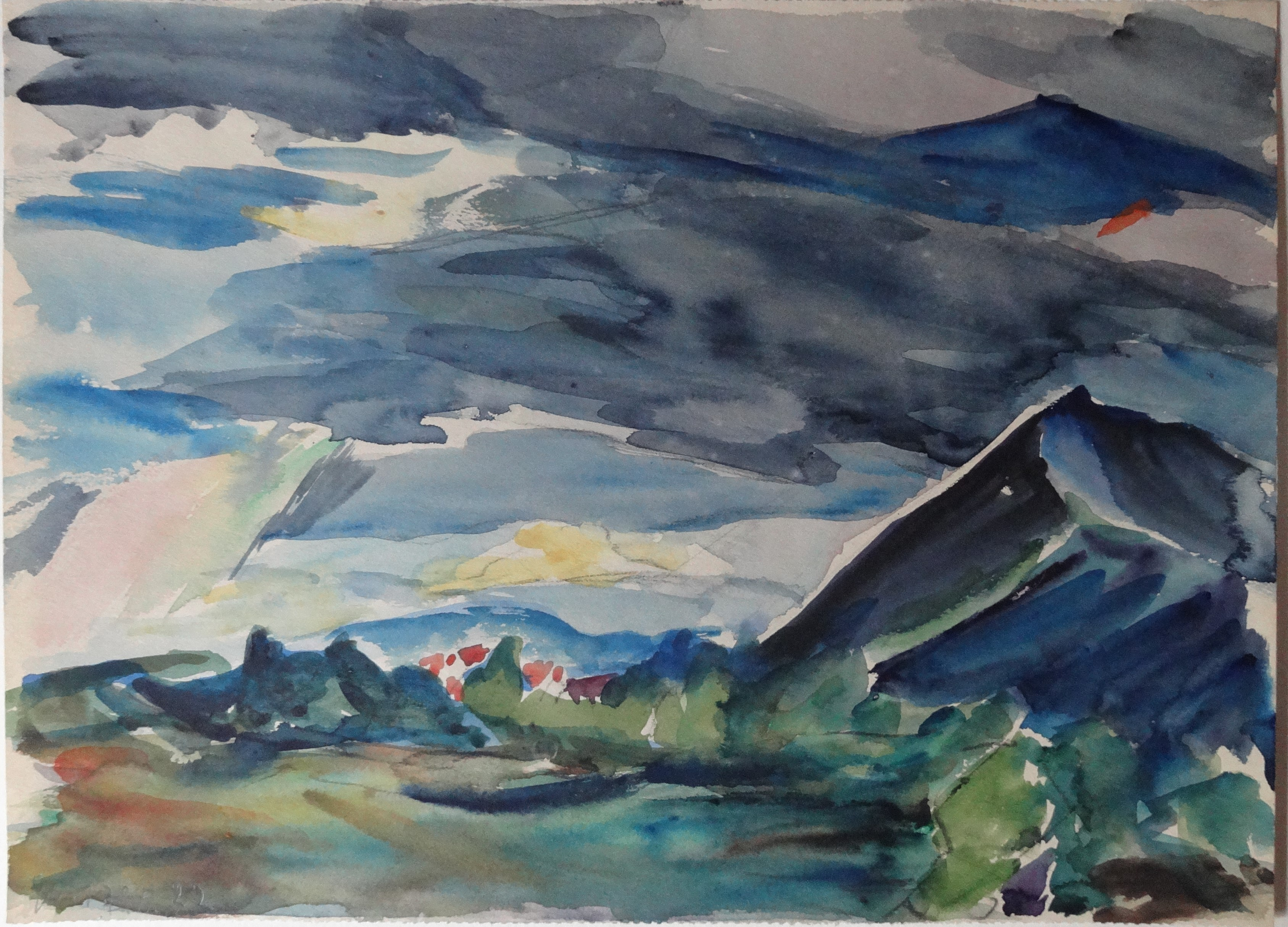
Gewitterstimmung über Füssen Aquarell, 1922
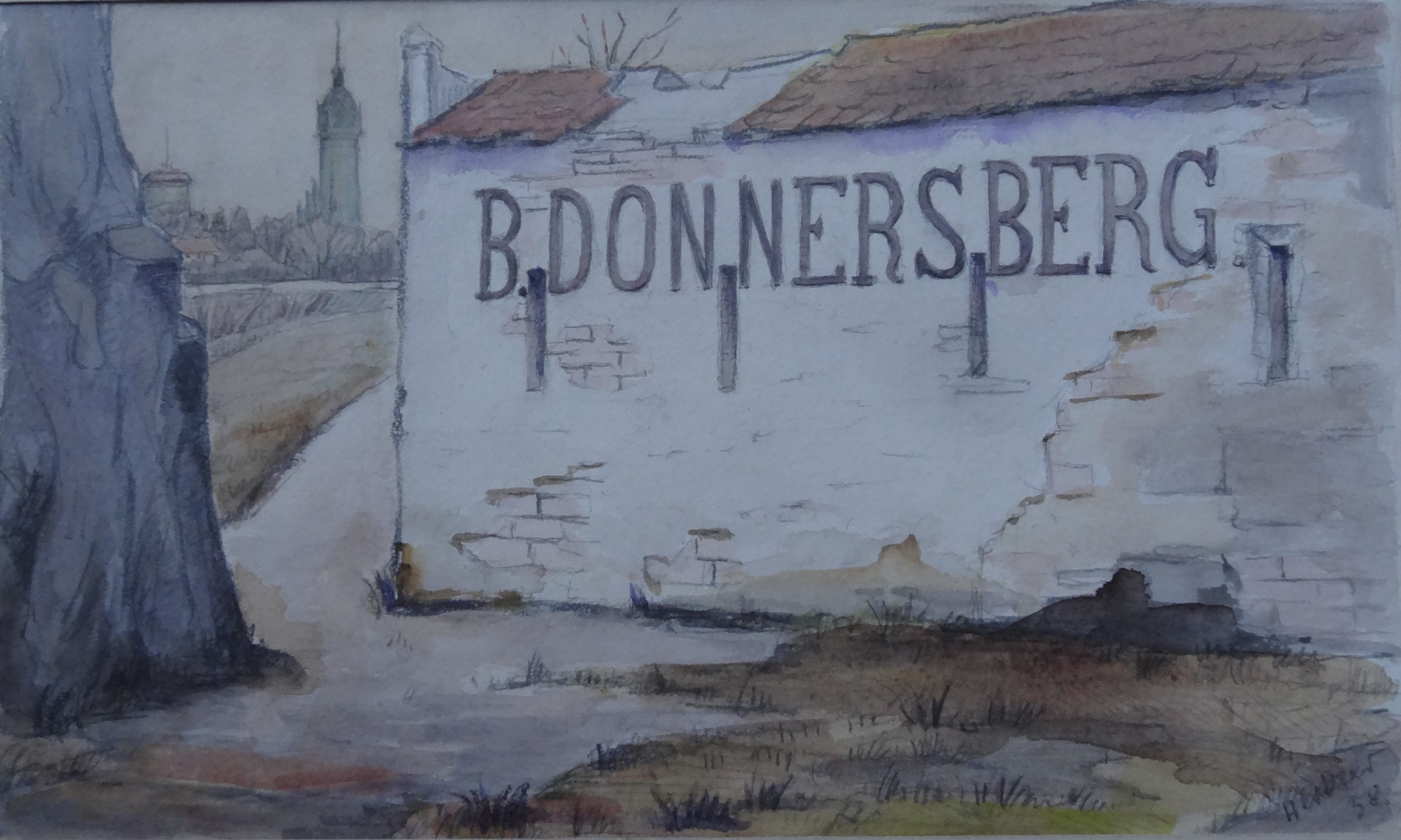
Alte Stadtmauer Bastion Donnersberg in Wittenberg Aquarell, 1938

## Ausstellungen (unvollständig)

### Personalausstellungen
- Else Hertzer & Brun-Stiller, Parkhaus im Englischen Garten, Berlin, 1962
- Else Hertzer, Haus der Kirche, Berlin, 1969
- Else Hertzer zum 90. Geburtstag: Gemälde, Zeichnungen, Aquarelle, Radierungen, Parkhaus im Englischen Garten Berlin, 1966, 1970 und 17. Juni–15. Juli 1975[10]
- Das nachgelassene Werk aus 70 Jahren, Haus am Lützowplatz Berlin, 1979
- Der Fläming bei Wittenberg, Dreißig Originalwerke aus den Jahren 1907 bis 1951, Historischer Saal des Simonettihauses, Coswig (Anhalt), 2016[11][12]
- Luther und die Kühe. 20 Bilder der Avantgarde-Künstlerin Else Hertzer, Vlora-Café, Wittenberg, 2017[13]
- „Else Hertzer“ – Bilder aus dem Fläming, agnes neuhaus café, Berlin-Niederschönhausen, 9. Juni 2017–15. Juli 2017[14]
- Retrospektive "Else Hertzer. Die Vielseitige. Wittenberg. Berlin. Buttstädt. Paris", Kunsthaus Apolda, 30. Juni bis 1. September 2019[15][16] (Aufgerufen am 13. Juli 2019)
- "Else Hertzer. Kriegsmappe 1945", Museum der städtischen Sammlungen im Zeughaus, Lutherstadt Wittenberg, 2019[17]
- Wiederentdeckt: Else Hertzer (1884–1978) – Aquarelle und Zeichnungen aus Füssen, den Alpen, Wittenberg und Berlin, Museum der Stadt Füssen, 20. Juni 2020 bis 6. September 2020[18]
- "kraftvoll-expressionistisch / 1884 - 1978 / ELSE HERTZER / Künstlerin der Berliner Secession und des Vereins der Berliner Künstlerinnen 1867", Verein der Berliner Künstlerinnen 1867 e.V., Berlin, 20. Januar bis 23. Februar 2025[19]

### Ausstellungsbeteiligungen
- Graphische Ausstellung der Schüler Ernst Neumanns, 1913
- Berliner Secession, 1918 bis 1924 sowie 1932 und 1933
- Juryfreie Kunstschau Berlin, 1925 und 1927
- Die deutsche Malerin und Bildhauerin, Kunstpalast Düsseldorf, 1936
- Ausstellung des Ortsvereins Berlin der Allgemeinen Deutschen Kunstgenossenschaft, Stadthaus Berlin-Wilmersdorf, 1937
- Gastausstellung des Vereins der Künstlerinnen zu Berlin, Haus des Vereins Berliner Künstler, 1940
- Allgemeine Deutsche Kunstausstellung, Dresden, 1946
- Bildende Kunst, Lutherstadt Wittenberg, 1946
- Landeskunstausstellung Sachsen-Anhalt, Halle/Saale, 1949
- Kunstausstellung Winterbilder, Berlin-Tiergarten, 1949
- Ausstellungen des Vereins Berliner Künstlerinnen, 1958 bis 1978
- 100 Jahre Verein Berliner Künstlerinnen, Charlottenburg, 1967
- Jahresausstellungen GEDOK, Berlin, 1970 bis 1977
- Berliner Künstler in Lidice/Böhmen, 1971
- Der  Anteil der Frau an der Kunst der 20er Jahre, Pels-Leusden Galerie, Berlin, 1977
- Freie Berliner Kunstausstellung, Galerie am Buschgraben, Berlin-Zehlendorf, 1978
- Städtische Galerie Schloß Oberhausen, 1988
- Profession ohne Tradition. 125 Jahre VdBK, Martin-Gropius-Bau, Berlin, 1992
- Fortsetzung folgt. 150 Jahre Verein der Berliner Künstlerinnen, Camaro-Stiftung 26. November 2016–24. März 2017[20]
- Drei Tassen und eine japanische Puppe. Künstlerinnen im Dialog, Das Verborgene Museum, Berlin, 27. April 2017–6. August 2017[21]
- Dekalog – Ein Assoziationsraum IX – X, Guardini Galerie, Berlin, 10. Mai 2017–31. Oktober 2017[22]